# Svjetionik Giordan
Svjetionik Giordan je aktivni svjetionik na malteškom otoku Gozo. Nalazi se na brdu iznad sela Ghasri na sjevernoj obali otoka.
Ranije je ovdje bio prijašnji svjetionik od oko 1650., iako ne postoje druge specifične pojedinosti o tome. Trenutni svjetionik je počeo s radom 1853. godine, a izgrađen je u vrijeme kada su otoci bili dio Britanskoga Carstva.
Tijekom Drugog svjetskog rata, svjetionik je služio kao radar za upozoravanje. Radar je pružao informacije o bombarderima koji su dolazili s juga Italije, čime se aktivirala sirena o obavijesti o zračnome napadu.
Zbog svog položaja na brežuljku ima znatnu žarišnu visine od 180 m iznad mora, a može se vidjeti s 20 nautičkih milja i emitira treperavo bijelo svjetlo svakih 7,5 sekundi.
Svjetionik je turistička atrakcija, pruža panoramski vidikovac preko otoka, te mu se može pristupiti automobilom ili šetnjom do strmoga brežuljka iz sela. 
Služi i kao postaja mjerenja kvalitete zraka, mjeri se niz parametara, uključujući sumporni dioksid, ugljični monoksid i dušikov oksid, kao dio globalnih atmosferskih praćenja. To je primarna takva postaja za srednji Mediteran.